# 郭子究
郭子究（1919年9月17日—1999年5月15日），是一位出身臺灣屏東新園的音樂教育者。他曾長年任教於花蓮中學，並創作了歌曲《回憶》的曲調。

## 生平
郭天送吸食鴉片，將祖先遺產耗盡，家財一空，但後來在基督教信仰幫助下戒除惡習；為了紀念主耶穌的恩典使自己得救，他決定將剛出生的長子命名為「郭主救」，但在登記戶口時，被誤寫作臺語同音的「郭子究」。因為家境貧困，郭子究從4歲起就須分擔撿拾柴薪、放牛和耕種稻田的工作。但是，因為他的父母虔誠信奉基督教，他從小就被帶到教會接受教義與音樂的薰陶，並受到教會唱詩班啟蒙其對於音樂的興趣。16歲時，他自力購得一把吉他，也把握機會在教堂裡借用樂器練習，無師自通的學會演奏豎笛、小喇叭等樂器。
1937年，太陽新劇團自日本前往臺灣巡迴演出，並抵達屏東東港；當時，郭子究首次見到小提琴、薩氏管等西洋樂器，並感到驚訝不已，當下決定隨團打雜；工作之餘，他也努力自修演奏和編曲技巧，並替樂團寫作一些宣傳劇。從此，他開始奠定其音樂基礎，並在樂器演奏上獲得多元發展。22歲時，他參加了由當局所舉辦的「新臺灣音樂講習會」，並獲得認證正式成為音樂教師。
1942年10月，他前往花蓮並結識企業家林佳興；林佳興成立「花蓮港音樂研究會」並聘他為音樂教師。從此，他在教會等協助下在花蓮定居下來，開始持續編寫曲目、教授音樂，同時編寫音樂教材。在一次講解「附點音符」的課堂上，他隨手寫下一段旋律讓學生練習，並在其讚賞下潤飾作成一首完整的歌曲，又在歌唱過程中引發鄉愁，因而以日文題予曲名《回憶》；1944年，他與學生在研究會所舉辦的第二回藝能演奏會上首次發表演出該曲，並以三絃、揚琴、小提琴、手風琴、鋼琴、吉他等樂器合奏。同年，他也曾因該曲強烈中國式曲風遭日本憲兵隊以間諜罪名逮捕，並予以拘禁48日。
戰後，當局在亟需師資情況下破格任用他為花蓮中學代用音樂教員；隨後，他透過自修通過檢定考試於1960年（一說1956年）取得合格教師資格。1948年，他邀請同在花蓮中學任教的陳崑為《回憶》填詞。1965年，為了讓學校合唱團練習，他再將此曲編成四部合唱，後奏的部分則邀請聲樂家呂佩琳依前段意境填詞。在花蓮中學任內，他創作許多合唱樂曲，並推動各類音樂演奏會。此外，為了補充家中經濟來源，他曾飼養許多牲畜，並替人修理各種樂器，靠著嘗試研究自創維修工具，逐漸成為花蓮地區鋼琴修理專家。
1998年，他在準備度過80歲生日前中風，最終於1999年5月逝世。

## 家庭
郭子究與李妙好結婚於1946年，並育有一女二子；他們都在日後成為音樂教育工作者。

## 代表作
- 《回憶》[3]

## 紀念

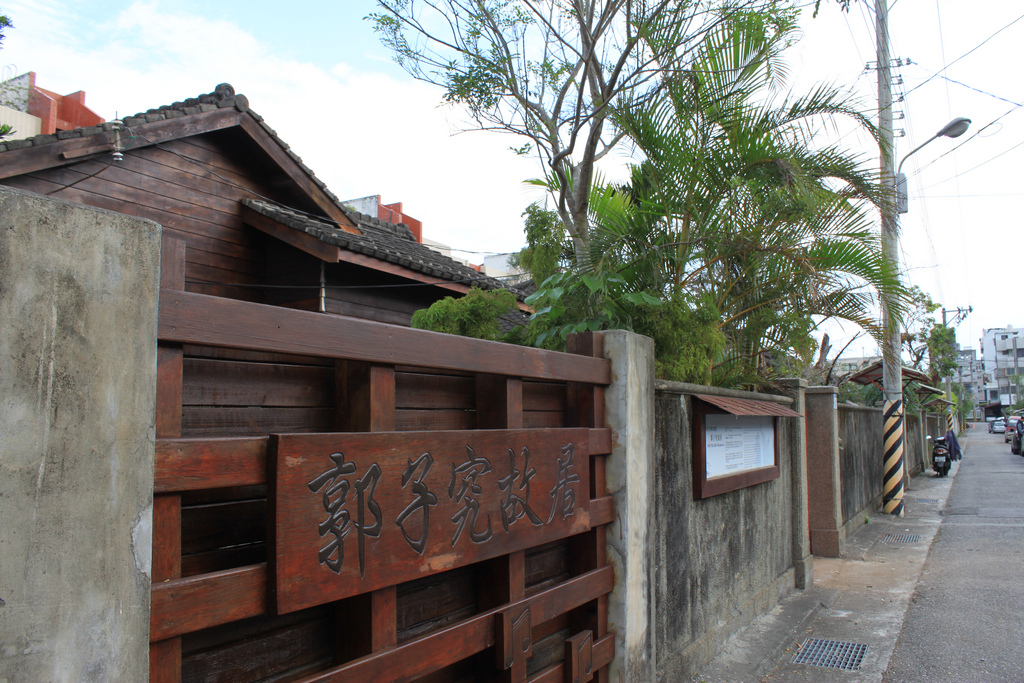
郭子究故居，攝於2010年。

- 郭子究音樂文化館
  - 郭子究故居（花蓮縣歷史建築）
- 《回憶》台語歌詞（陳黎，1996年）[3][6]

## 外部連結
- 郭子究音樂文化館的Facebook專頁
- 臺灣音樂群像 郭子究 （页面存档备份，存于）